# Castel Capuano
Pour les articles homonymes, voir Capuano.
Le castel Capuano est un château situé dans la ville de Naples dans le Sud de l'Italie. Il tient son nom du fait qu'il se trouvait à l'emplacement d'où partait la route vers Capoue dans les murs de la ville, à l'extrémité du Decumanus maximus. Il a longtemps été le siège du tribunal de la ville.

## Historique
La structure a été construite au XIIe siècle par Guillaume Ier, le fils de Roger II, le premier monarque du royaume de Naples. Il a été agrandi par Frédéric II et devint un de ses lieux de résidence.
Au XVIe siècle, sous la domination espagnole du vice-roi Pierre Alvarez de Tolède, tous les édifices de la ville sont consolidés et le château devient le tribunal. Ses fondations servent alors de prison.
Au-dessus de l'entrée figurent les armoiries de l'empereur Charles Quint qui visite la ville en 1535.
Le château a depuis subi de nombreuses restaurations. La dernière date de 1860, il ne reste plus grand-chose de l'apparence originelle de l'édifice.

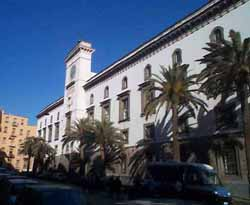
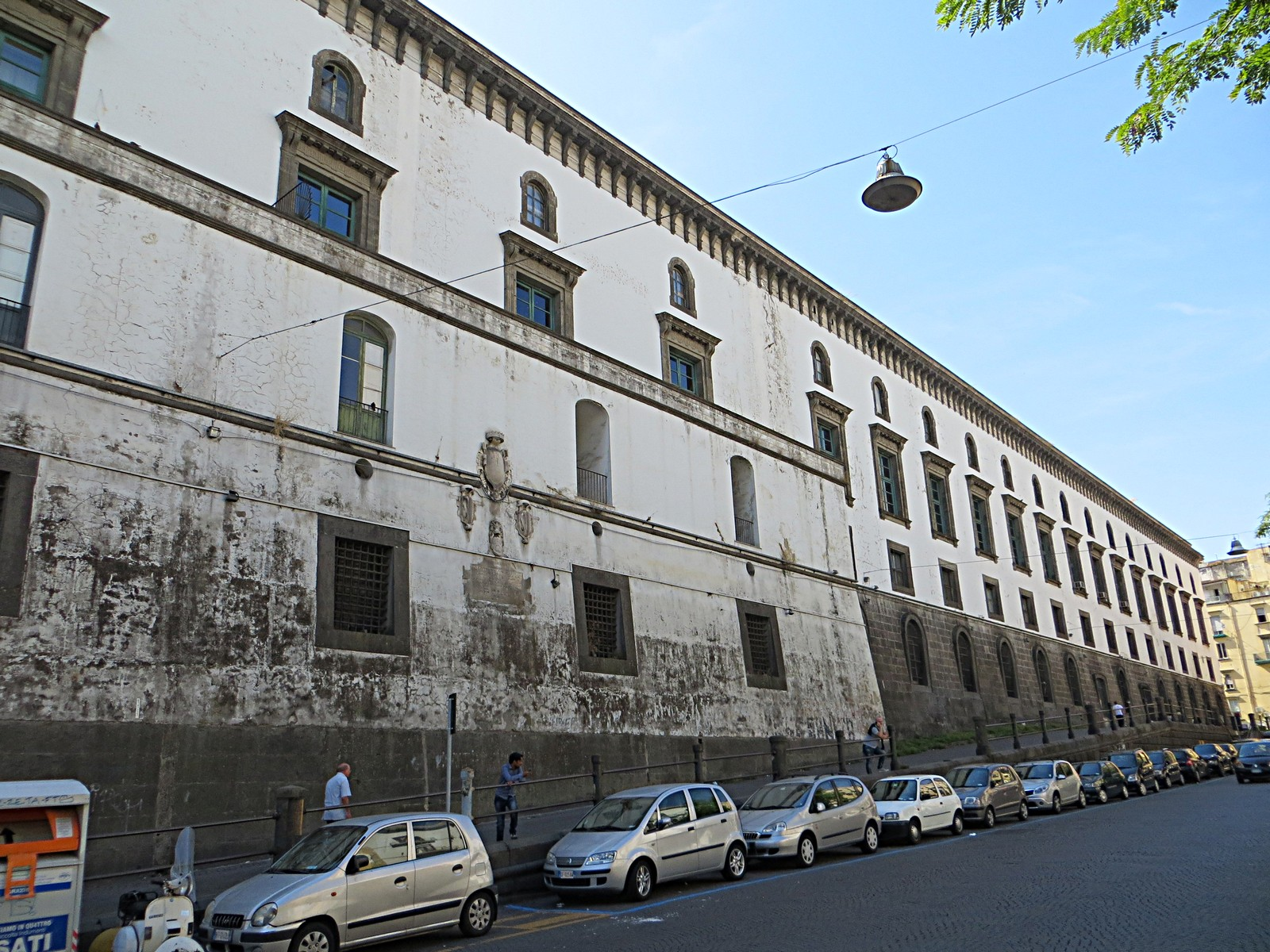
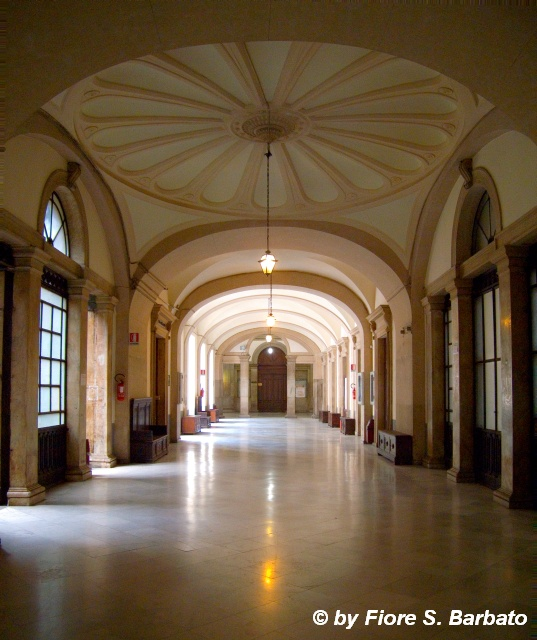
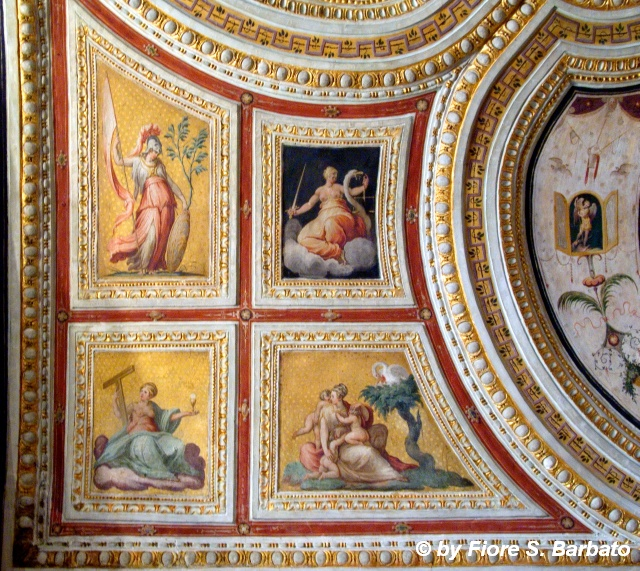

## Source
- (en) Cet article est partiellement ou en totalité issu de l’article de Wikipédia en anglais intitulé « Castel Capuano » (voir la liste des auteurs).